# Fritt fall (TV-serie)
För andra betydelser, se Fritt fall (olika betydelser).
Fritt fall (engelska: Lead Balloon) är en brittisk komediserie som sändes i fyra säsonger på BBC mellan 2006 och 2011.
Serien hade svensk premiär på SVT i juni 2008.

## Handling
Ståuppkomikern Rick Spleen är en butter misantrop vars liv präglas av motgångar och förödmjukelser.

## Rollista i urval
- Jack Dee - Rick Spleen
- Raquel Cassidy - Mel
- Sean Power - Marty
- Antonia Campbell-Hughes - Sam
- Rasmus Hardiker - Ben
- Tony Gardner - Michael
- Anna Crilly - Magda